# Västerlånggatan

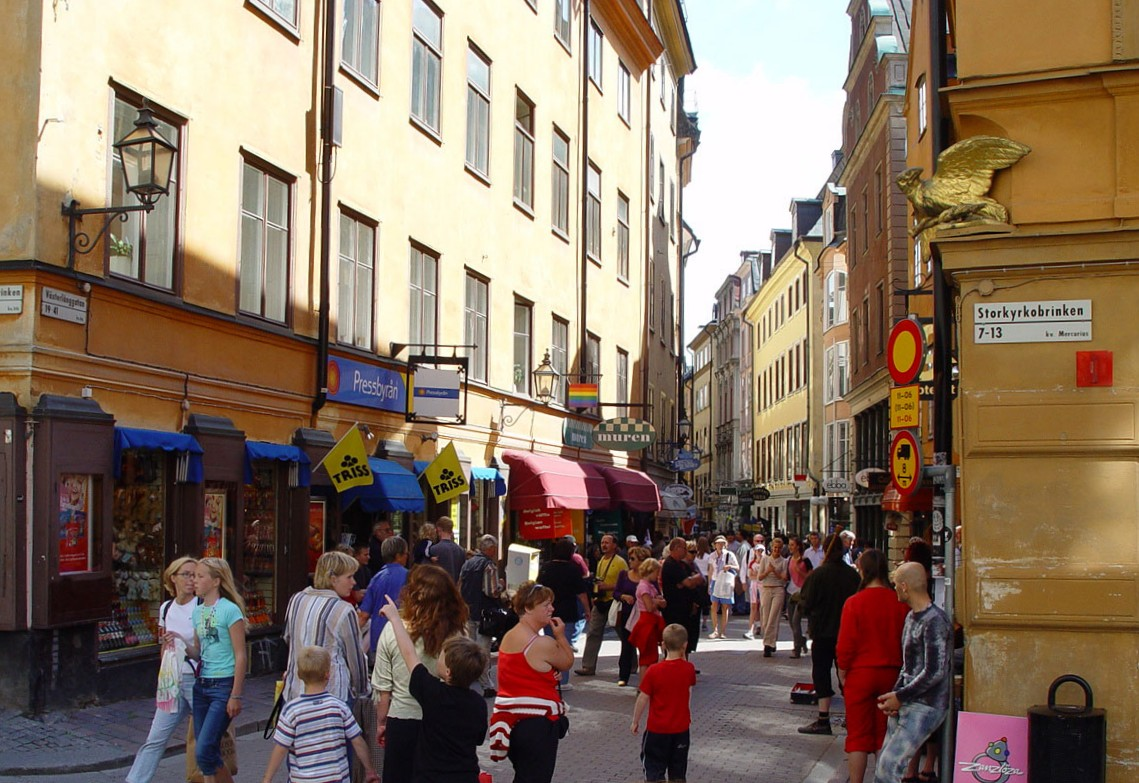
Västerlånggatan

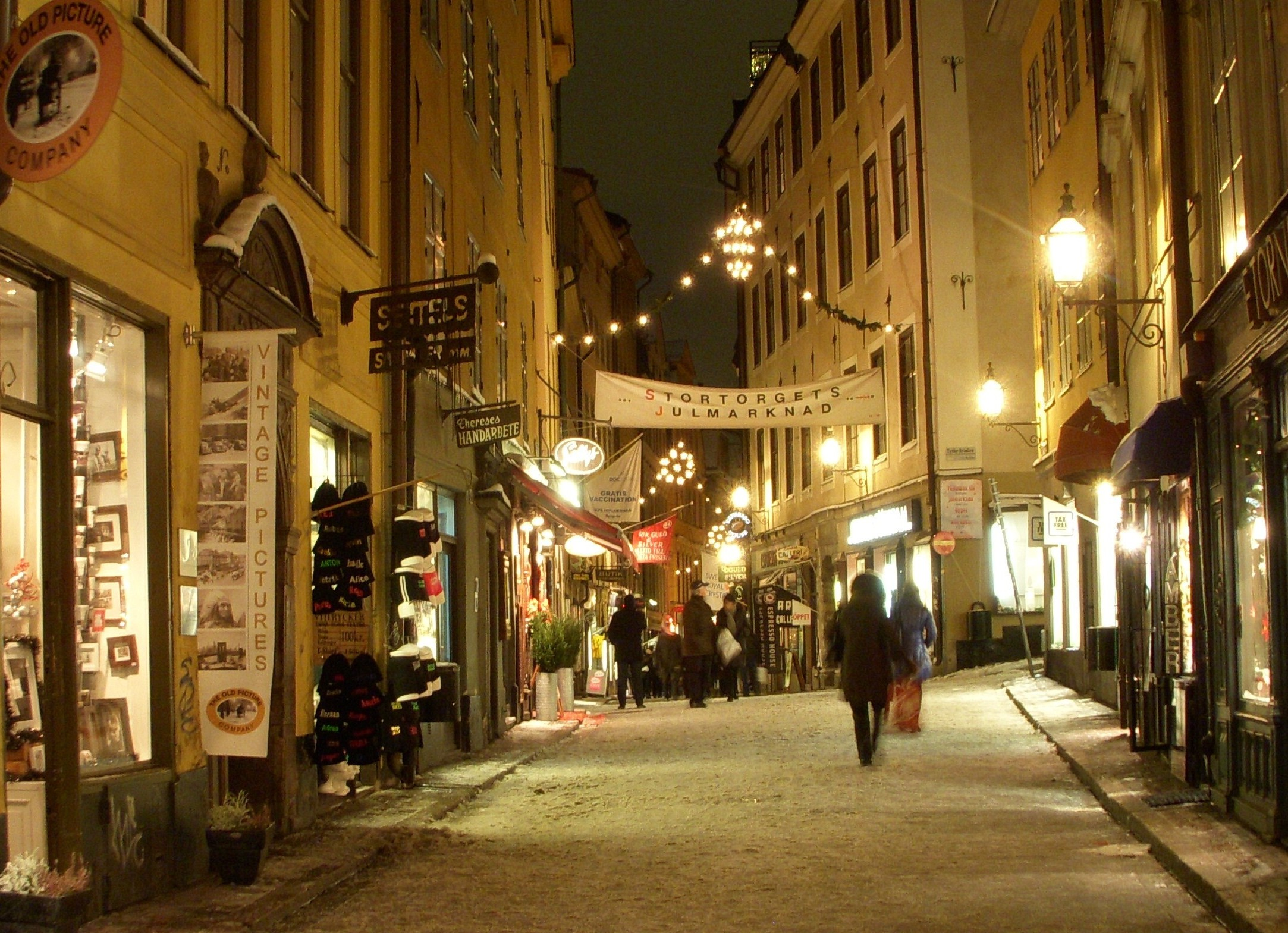
Västerlånggatan, Dezember 2009

Västerlånggatan und Österlånggatan sind zwei Straßen in der Altstadt Gamla Stan von Stockholm in Schweden.
Västerlånggatan und Österlånggatan waren lange Zeit die Hauptstraßen von Gamla Stan. Sie folgten dem Verlauf der ersten Stadt- respektive Verteidigungsmauer, die jeweils oberhalb der Straßen verlief. Sie verlaufen in nord-südlicher Richtung und treffen am Järntorget (Eisenplatz) zusammen. Beide wurden schon im 15. Jahrhundert schriftlich erwähnt und hießen 1444 Allmänningsgatan (Straße der Allgemeinheit) respektive Långa gatan (Lange Straße), manchmal mit dem Zusatz "westlich" und "östlich". 1546 wird die Västerlångatan "Westra longgatun" und 1558 die Österlånggatan "Østra long gatun" genannt.
Die Bebauung besteht heute hauptsächlich aus mehrgeschossigen, verputzten Steinhäusern aus dem 18. und 19. Jahrhundert. Während die Österlånggatan touristisch eine mehr zurückgezogene Rolle spielt, ist die Västerlånggatan Gamla Stans große Einkaufsstraße mit touristenangepassten Restaurants und Souvenirshops.
An der Adresse Västerlånggatan 31 befand sich die Wohnung des schwedischen Ministerpräsidenten Olof Palme, der am Freitag, dem 28. Februar 1986 am Sveavägen ermordet wurde.